# Paladin Press
La Paladin Press è una casa editrice statunitense fondata nel 1970 da Peder Lund e Robert K. Brown.
Pubblica libri e video su arti marziali e autodifesa, corsi di sopravvivenza, armi e armi improvvisate, tecniche di tiro, silenziatori, esplosivi e loro preparazione, armi bianche e manuali militari di vario genere, manuali di polizia e d'investigazione, sabotaggio, vendetta e altri "temi d'azione" (anche se la disponibilità di libri su temi come gli esplosivi improvvisati è stato drasticamente ridotto negli ultimi anni).

## Pubblicazioni
La Paladin Press attualmente pubblica (o precedentemente ha pubblicato) opere scritte da figure ben note e di spicco nel mondo delle armi da fuoco, arti marziali, autodifesa e nel campo della sopravvivenza, fra loro figurano nomi come: John Plaster, Kelly McCann, Ragnar Benson, Jim Cirillo, Jim Arvanitis, Louis Awerbuck, Marc MacYoung, Sammy Franco, Jeff Cooper, Col. Rex Applegate, William E. Fairbairn, Michael Janich e Phil Elmore. La Paladin Press è inoltre un ex editore di Ashida Kim, di cui la disputa con l'azienda (per i pagamenti dei diritti). Nella primavera del 2006, la Paladin Press ha annunciato che aveva acquistato i diritti di ristampare di 40 libri, precedentemente pubblicati da Loompanics Unlimited, compreso il lavoro di Claire Wolfe, Eddie the Wire ed altri popolari scrittori anti-autoritari.

## Controversie legali
Nel 1983 la Paladin Press ha pubblicato il libro: Hit Man: A Technical Manual for Independent Contractors, manuale e guida tecnica per killer a contratto, scritto da Rex Feral. La prefazione del libro, che non è più pubblicato, recitava: «Una donna mi ha chiesto come potessi, in coscienza, scrivere un libro di istruzioni per assassini. "Come potrebbe vivere serenamente con se stesso se sapesse che qualcuno ha usato i suoi scritti per spezzare una vita umana?" Temo che la mia risposta l'abbia alquanto urtata. Ritengo infatti che l'assassinio professionale soddisfi un bisogno della società, e sia al tempo stesso l'unica alternativa alla giustizia "privata". Inoltre, se i miei consigli e le comprovate tecniche che indico in questo libro venissero seguite alla lettera, di certo nessuno verrebbe mai a saperlo.» Nel 1993, dieci anni dopo la prima pubblicazione del libro, presso la contea di Montgomery (Maryland), il pregiudicato James Perry uccise l'infermiera, la moglie e il figlio tetraplegico del musicista Lawrence Horn, su commissione di quest'ultimo. Dopo l'arresto, da parte delle autorità, James Perry dichiarò di essersi attenuto scrupolosamente al manuale della Paladin Press. Per l'editore scattò l'accusa di corresponsabilità nella strage, dopo che la giustizia statunitense stabilì che il materiale pubblicato non rientrava nei diritti del primo emendamento della costituzione americana. In realtà il libro era stato scritto da una casalinga della Florida, divorziata e madre di due figli, che ha semplicemente inventato gran parte del materiale in esso contenuto, basandosi su film e romanzi gialli. Nel 1999, l'assicurazione della Paladin Press, in ambito al processo Rice vs Paladin Press, ha concordato in sede extragiudiziale ed ha accettato di pagare diversi milioni di dollari per la famiglie delle vittime, contro la volontà stessa della Paladin Press, che voleva combattere la causa in base ai diritti del primo emendamento.
Nel 2000, la Paladin Press è stata denunciata di nuovo a causa di Hit Man. La causa è stata il risultato del tentato omicidio, avvenuto nel 1998, ai danni di Bobby Joe Wilson, commissionato dal suo ex marito, Robert Leslie Goggin, che avrebbe assunto Robert Jones per ucciderla, al fine di ottenere il denaro dalla sua polizza di assicurazione sulla vita. In tribunale, Jones ha testimoniato che Goggin l'aveva assunto per uccidere la Wilson. Jones ha detto inoltre di aver acquistato Hit Man. Nella sua denuncia, la Wilson ha sottolineato i punti eseguiti alla lettera da Jones, punti in cui Jones avrebbe preso ispirazione dal libro, per pianificare il suo omicidio. La causa è stata finalmente risolta dalla Corte nel 2002. La Paladin Press non pubblica più il libro, tuttavia questo circola ancora su internet in formato digitale. La Paladin Press sostiene che i diritti sono ancora detenuti da parte dell'autore.